# Uma Aventura nos Alpes
Uma Aventura nos Alpes (アルプス物語　わたしのアンネット, Arupusu Monogatari Watashi no Annetto, traduzido como As História dos Alpes: Minha Annette) é uma série de anime japonesa produzida pela Nippon Animation como parte de World Masterpiece Theater.
Foi baseada na literatura infantil "Treasures of the Snow" ("Tesouros da Neve") de Patricia St. John e situada na aldeia da montanha Rossinière da Suíça. No Japão a série foi emitida pela Fuji TV entre 9 de janeiro até 25 de dezembro de 1983 e em Portugal esta série foi emitida no canal TVI com dobragem italiana legendada em português em 1993.

## Enredo
Annette, uma menina de apenas doze anos de idade, vive feliz com sua família em seu lar nos Alpes.  Sua mãe havia morrido cinco anos antes, depois de dar à luz o seu irmãozinho Dani.  Também conta com seu melhor amigo, o travesso Lucián.  Eles partilham uma grande amizade e se amam muito, no entanto, em um dia qualquer, uma terrível tragédia torna o carinho de Annette e Lucián em um terrível ódio incontrolável.  O pequeno Dani havia sido gravemente ferido e até mesmo como e quando ninguém sabe, e aos olhos de todos, Lucián é o único culpado.  O ocorrido envenenamento faz que a vida de outras crianças corram perigo também; Annette precisará de muita força dela mesma para poder perdoar, e Lucián não poderá descansar até provar sua inocência e assim recuperar o carinho e a confiança de sua querida amiga.

## Banda sonoras
- Japão: (Abertura) "Annette no aoi sora", (Encerramento) "Edelweiss no shiroi hana" ambas performadas por Keiko Han.

## Dublagem
A dublagem italiana foi realizada nos estúdios Mops Film sob a direção de Willy Moser.
| Personagem         | Dublagem original Japonesa | Dublagem italiana       |
| ------------------ | -------------------------- | ----------------------- |
| Annette Bermel     | Keiko Han                  | Rossella Acerbo         |
| Dany Bermel        | Miyuki Muroi               | Rita Baldini            |
| Tia Claude Bermel  |                            | Franca Dominici         |
| Francine Bermel    | Eiko Masuyama              | Cristina Grado          |
| Pierre Bermel      | Kobayashi Osamu            | Sergio Antonica         |
| Lucien Morel       | Eiko Yamada                | Julian Olivieri Orioles |
| Senhora Morel      | Tomie Kataoka              | Michetta Farinelli      |
| Marie Morel        | Rihoko Yoshida             | Susanna Fassetta        |
| Peguin             | Iwao Kinshirou             | Gino Donato             |
| Cristine           | Harumi Iizuka              | Barbara De Bortoli      |
| Pierre             | Osamu Kobayashi            | Andrea Lala             |
| Professor Nicholas | Kan Tokumaru               | Guido De Salvi          |
| Elizabeth          | Yōko Asagami               | Daniela Caroli          |
| Jean               | Kazuyo Aoki                | Corrado Conforti        |
| Jack               |                            | Rosalinda Galli         |
| Front              |                            | Massimiliano Manfredi   |
| Dra. Givette       |                            | Luigi La Monica         |
| Senhora Givette    |                            | Cristina Grado          |
| Doutor de Losanna  |                            | Diego Michelotti        |
| Narração           | Yukiko Riba                | Mariù Safier            |